# Kerbel
Kerbel (Anthriscus) ist eine Pflanzengattung innerhalb der Familie der Doldenblütler (Apiaceae). Die 9 bis 15 Arten sind in Eurasien und Afrika weitverbreitet. Die Kulturform des Echten Kerbels (Anthriscus cerefolium) wird unter anderem als Gewürz verwendet.

## Beschreibung

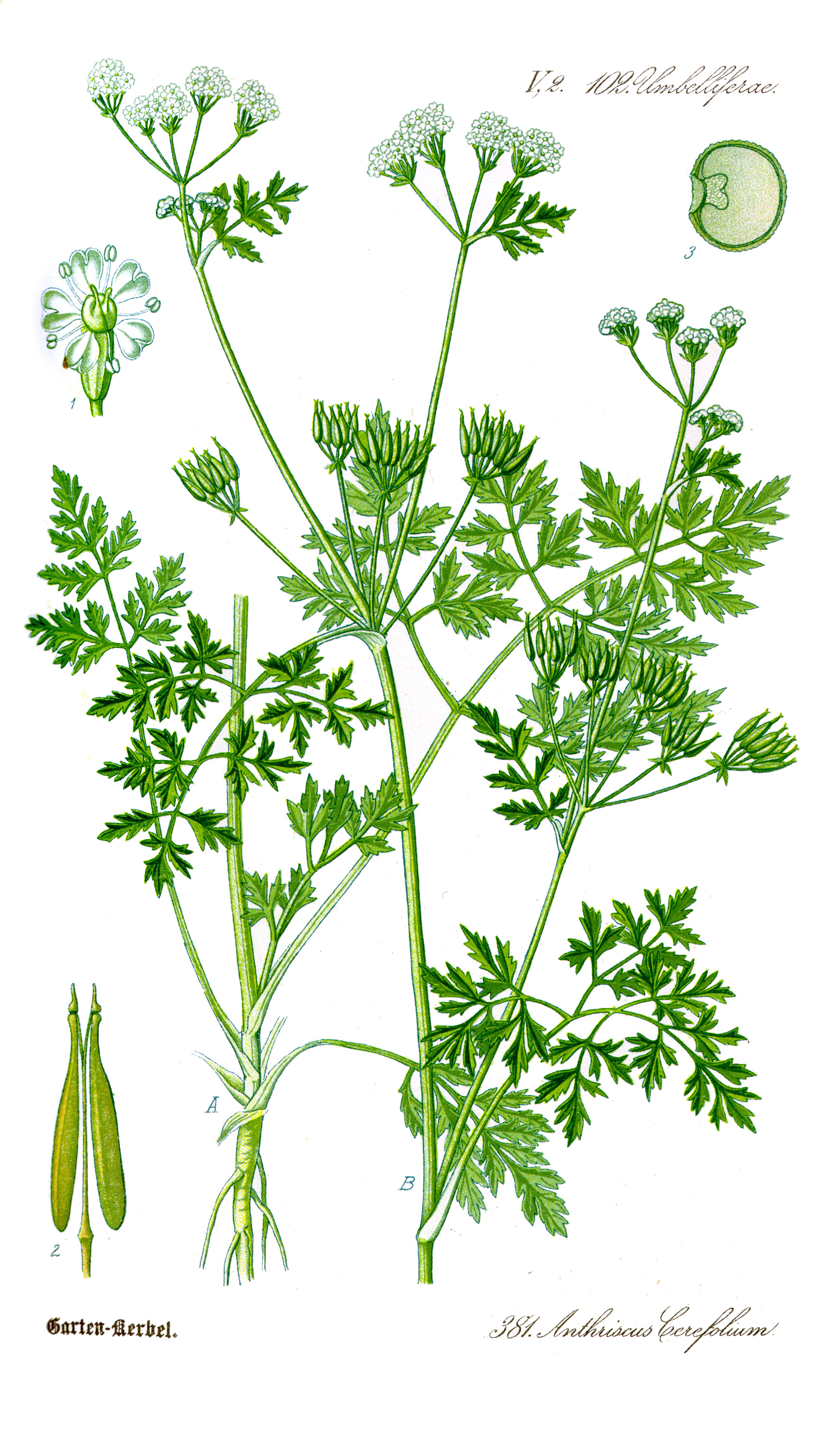
Illustration des Echten Kerbels (Anthriscus cerefolium)

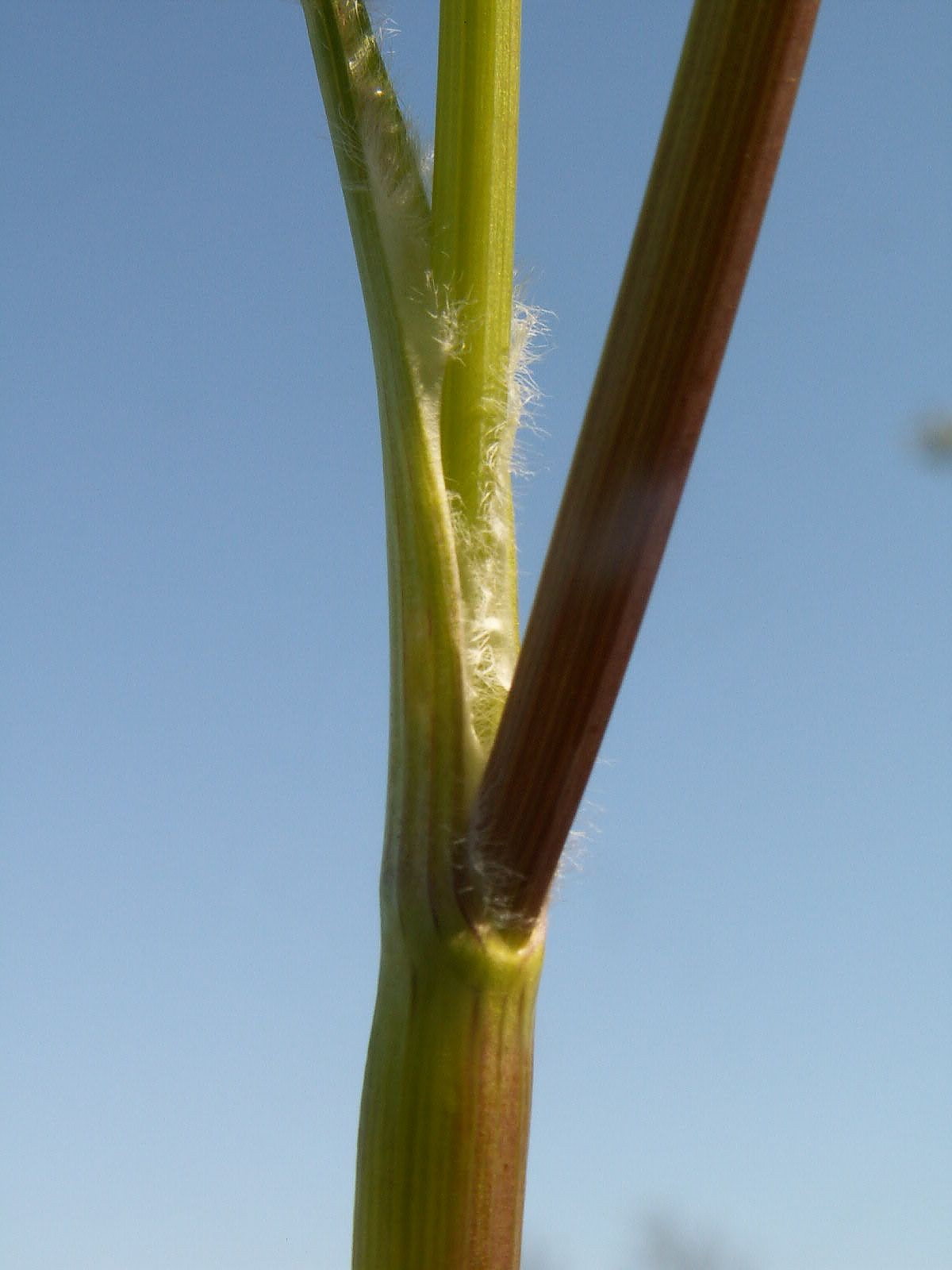
Blattscheide des Echten Kerbels (Anthriscus cerefolium)

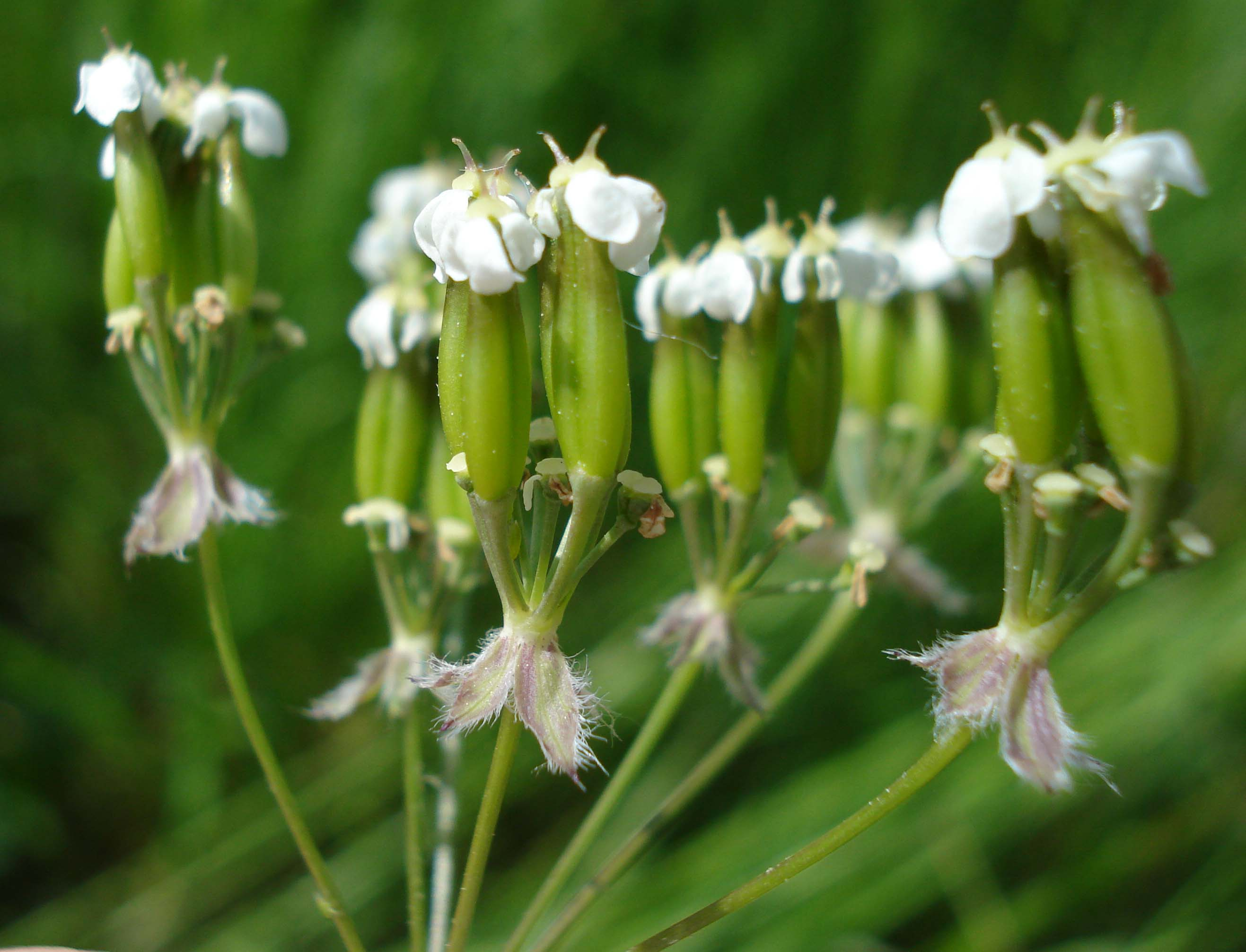
Ausschnitt eines Blütenstandes mit den nach unten gebogenen Hüllchenblättern des Wiesen-Kerbel (Anthriscus sylvestris)

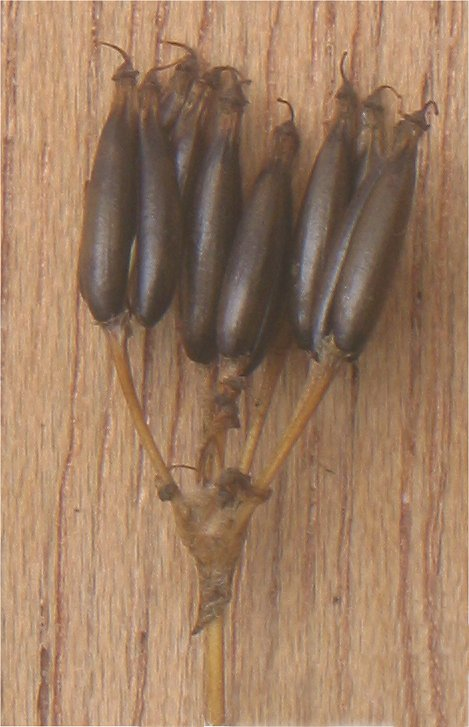
Doppelachänen des Wiesen-Kerbels (Anthriscus sylvestris)

### Erscheinungsbild und Blätter
Kerbel-Arten wachsen als zweijährige oder ausdauernde krautige Pflanzen. Die Pfahlwurzeln sind dünn oder verdickt. Die aufrechten Stängel sind hohl und verzweigt. Die oberirdischen Pflanzenteile sind kahl oder borstig behaart.
Die meist wechselständig am Stängel angeordneten Laubblätter sind oft ungestielt. Die Basis der Blattspreite ist mehr oder weniger deutlich als Blattscheide ausgebildet. Die im Umriss längliche bis eiförmige Blattspreite ist zwei- bis dreifach gefiedert oder fiederteilig. Die Blattsegmente sind linealisch-länglich bis eiförmig. Die Endabschnitte sind gezähnt oder fiederteilig.

### Blütenstände und Blüten
Die end- oder seitenständig auf einem Blütenstandsschaft stehenden locker zusammengesetzten doppeldoldigen Blütenstände enthalten viele relativ kleine Blüten. Hüllblätter fehlen. Es sind nur wenige ausgebreitete Doldenstrahlen vorhanden. Die wenigen Hüllchenblätter sind zurückgebogen und ihr glatter Rand ist bewimpert. Die Blütenstiele sind ausgebreitet.
Die fünfzähligen Blüten sind meist radiärsymmetrisch, bei einigen Arten sind die Randblüten mehr oder weniger zygomorph und vergrößert. Die Blüten sind meist zwittrig und fruchtbar, bei einigen Arten sind die inneren Blüten steril. Kelchzähne sind kaum erkennbar oder fehlen. Die fünf weißen oder gelblich-grünen Kronblätter sind länglich oder keilförmig mit einem schmalen, nach innen gebogenen oberen Ende. Zwei Fruchtblätter sind zu einem unterständigen, zweikammerigen Fruchtknoten verwachsen. Die zwei Griffel sind kurz.

### Früchte
Die längliche bis eiförmige Spaltfrucht, auch Doppelachäne genannt, zerfällt bei Reife in zwei Teilfrüchte. Die glatten oder borstig behaarten Teilfrüchte sind mehr oder weniger zylindrisch, seitlich abgeflacht, tief gerillt und enden in einem Schnabel. Ölkanäle sind kaum oder nicht erkennbar.

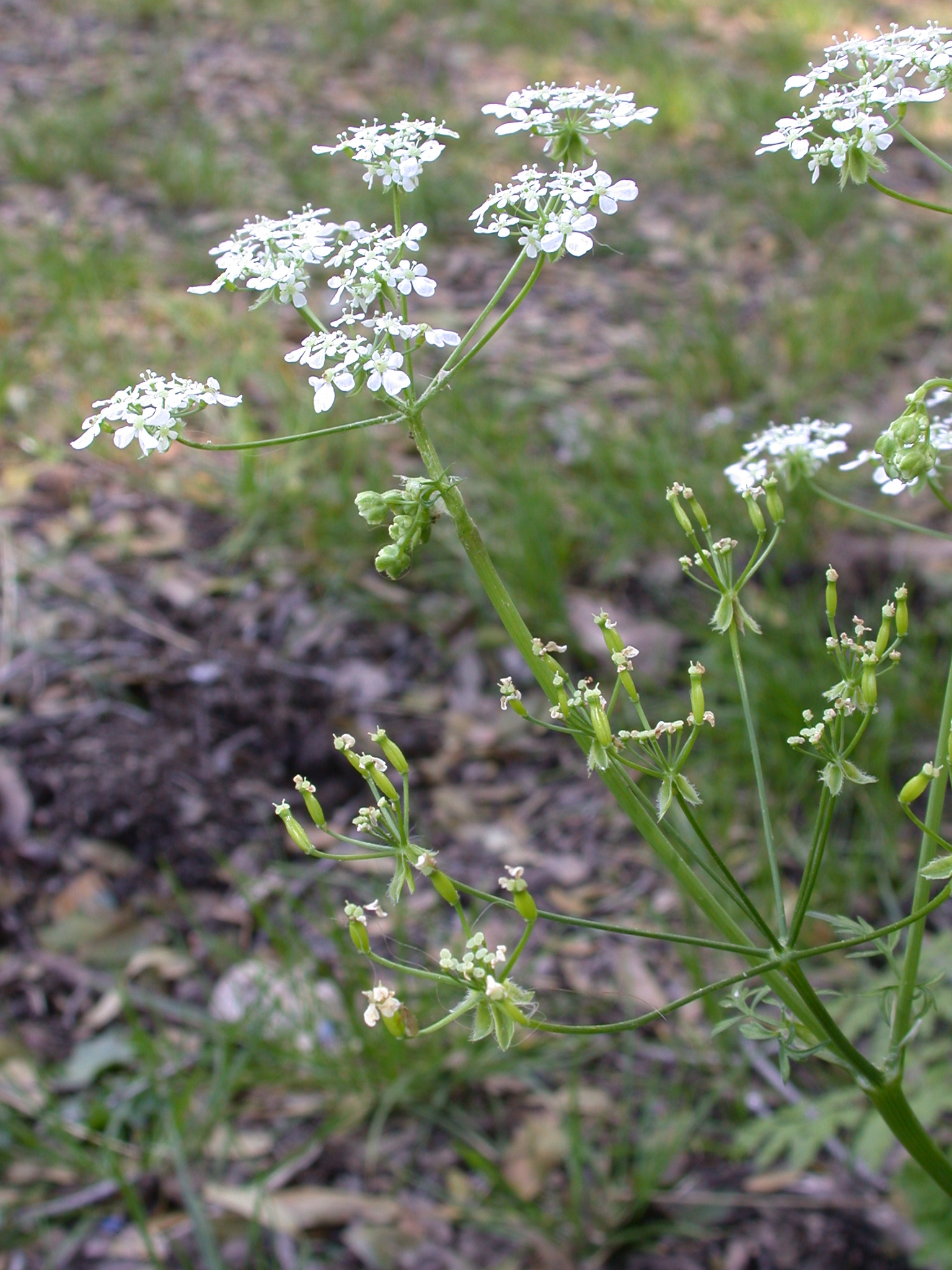
Blütenstand von Anthriscus lamprocarpus

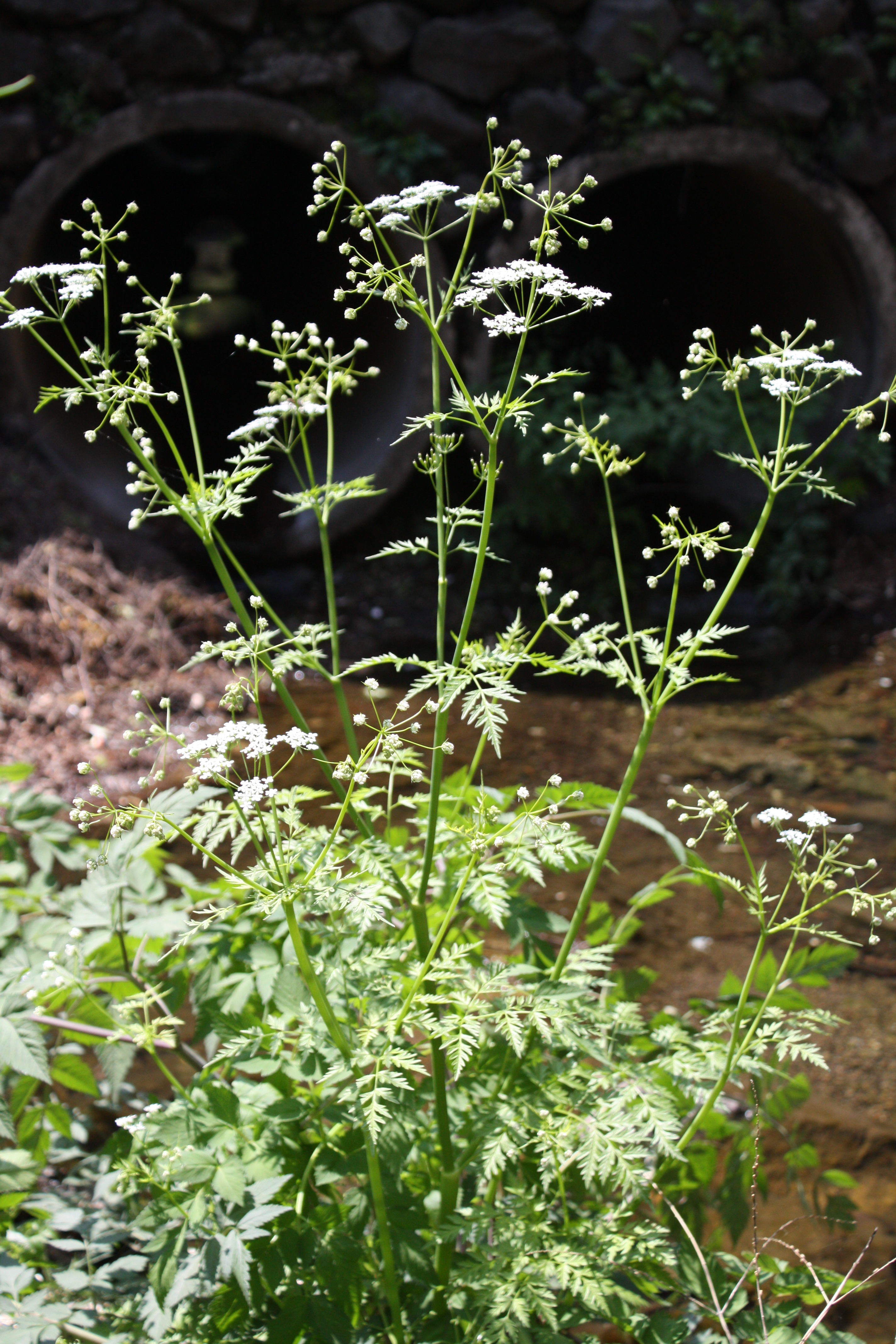
Habitus, Laubblätter und Blütenstand des Wiesen-Kerbel (Anthriscus sylvestris)

## Systematik und Verbreitung
Die Gattung Anthriscus wurde 1805 durch Christian Hendrik Persoon in Synopsis Plantarum, Band 1, Seite 320, erstveröffentlicht. Typusart ist Anthriscus vulgaris Pers., heute ein Synonym von Anthriscus caucalis M.Bieb. Synonyme für Anthriscus Pers. sind Chaerefolium Haller und Cerefolium Fabr.. Anthriscus Pers. nom. cons. ist nach den Regeln der ICBN (Vienna ICBN Art. 14.10 & App. III) konserviert gegenüber dem 1800 veröffentlichten Homonym Anthriscus Bernh. nom. rej. Der Name Anthriscus wurde bereits in der Antike von den Griechen verwendet. Die letzte Revision der Gattung Anthriscus ist Krzystof Spalik: Revision of Anthriscus (Apiaceae), In: Polish Botanical Studies. Cracow, Band 13, 1997, S. 1–69.
Die Gattung Anthriscus gehört zur Subtribus Scandicinae aus der Tribus Scandiceae in der Unterfamilie Apioideae innerhalb der Familie Apiaceae.
Die Gattung Anthriscus ist natürlich im gemäßigten Eurasien und Afrika weitverbreitet. Verbreitungsschwerpunkte liegen im nordöstlichen Mittelmeerraum und in der Kaukasusregion. Eine Art ist in Nordamerika ein Neophyt.
In der Gattung Anthriscus gibt es 9 (im Jahr 2001) bis 15 (im Jahr 2005) Arten:
- Hunds-Kerbel (Anthriscus caucalis M.Bieb., Syn.: Anthriscus vulgaris Pers. non Bernh., Scandix anthriscus L., Torilis anthriscus (L.) Gaertn., Anthriscus scandicina (F.H.Wigg.) Mansf., Caucalis scandicina F.H.Wigg.)
- Echter Kerbel oder Garten-Kerbel (Anthriscus cerefolium (L.) Hoffm.): Er hat eine weite natürliche Verbreitung in Europa, Vorderasien und im Kaukasus.[7]
- Anthriscus kotschyi Fenzl ex Boiss.: Sie kommt in Georgien und im asiatischen Teil der Türkei vor.[5]
- Anthriscus lamprocarpus Boiss.: Sie kommt im südöstlichen Mittelmeerraum vor, in der Türkei, in Syrien im Libanon, in Jordanien und in Israel.[5]
- Glänzender Kerbel oder Glanz-Kerbel (Anthriscus nitidus (Wahlenb.) Haszl., Syn.: Chaerophyllum nitidum Wahlenb., Anthriscus alpestris Wimm. & Grab.): Er ist in Europa weitverbreitet.[5] Er kommt vor in Frankreich, Deutschland, Tschechien, Schweiz, Österreich, Ungarn, Polen, Slowakei, Lettland, Ukraine, Kroatien, Slowenien, Serbien, Bosnien-Herzegowina, Montenegro, Mazedonien, Griechenland, Bulgarien und Rumänien.[5]
- Anthriscus ruprechtii Boiss.: Sie kommt in Transkaukasien (Aserbaidschan, Armenien, Georgien) und im asiatischen Teil der Türkei vor.[5]
- Anthriscus schmalhausenii Koso-Pol.: Sie kommt in Georgien vor.[5]
- Wiesen-Kerbel (Anthriscus sylvestris (L.) Hoffm., Syn.: Chaerophyllum sylvestre L., Anthriscus sylvestris var. aemulus Woronow): Es gibt einige Unterarten. Er ist weitverbreitet in Europa, Afrika, sowie in Asien (nördliches Indien, Kaschmir, Pakistan, Nepal, China, Korea, Japan, Russland[1]).[7]
- Anthriscus tenerrimus Boiss. & Spruner: Sie kommt nur in der griechischen Ägäis und im asiatischen Teil der Türkei vor.[5]
- Anthriscus velutinus Sommier & Levier: Sie kommt nur im nördlichen Kaukasus vor.[5]

## Nutzung
Am häufigsten wird die Kulturform des Echten Kerbels oder Garten-Kerbels (Anthriscus cerefolium; ältere lateinische Bezeichnungen für Kerbel waren chaerefolium, cherefolium und cerefolium) genutzt. Seine rohen, frischen Blätter werden vielseitig als Gewürz verwendet. Auch vom Wiesen-Kerbel (Anthriscus sylvestris) werden die Blätter roh oder gegart gegessen. Auch die Pfahlwurzeln von Anthriscus sylvestris, vielleicht auch von Anthriscus cerefolium, können gegart gegessen werden.
Die medizinischen Wirkungen von Anthriscus cerefolium wurden untersucht.
Aus den grünen Pflanzenteilen von Anthriscus sylvestris lässt sich ein grüner Farbstoff gewinnen, der jedoch nicht sehr haltbar ist.

## Weiterführende Literatur
- Hansjörg Küster: Kleine Kulturgeschichte der Gewürze. C. H. Beck’sche Verlagsbuchhandlung, München 1997, ISBN 3-406-42025-7.
- John Francis Michael Cannon: Anthriscus. In: T. G. Tutin, V. H. Heywood, N. A. Burges, D. M. Moore, D. H. Valentine, S. M. Walters, D. A. Webb (Hrsg.): Flora Europaea. Volume 2: Rosaceae to Umbelliferae. Cambridge University Press, Cambridge 1968, ISBN 0-521-06662-X, S. 326 (englisch, eingeschränkte Vorschau in der Google-Buchsuche).